# Canzone d'Aspromonte
La Chanson d'Aspremont, o Canzone d'Aspromonte, scritta intorno alla prima metà del XII secolo, è una chanson de geste appartenente al ciclo carolingio, considerata tra le grandi opere della letteratura medievale di origine normanna, prologo della Canzone di Rolando (la Chanson de Roland, capostipite del genere) e dunque dei poemi successivi Orlando innamorato e Orlando furioso.

## Descrizione
Il testo, presente in numerosi manoscritti, sembra risalire a un'epoca abbastanza antica, sia per la metrica che per il linguaggio utilizzato. Il re Agolante appare già nella Cronaca di Turpino, scritta nella metà del XII secolo.
Essa canta la storia d'amore tra Ruggieri e Gallicella e la caduta della città di Risa (nome della città di Reggio Calabria in epoca normanna) in un Sud Italia invaso dai Saraceni, e la storia di Rolandino (il giovane Rolando dei successivi poemi) che proprio in Aspromonte ha la sua iniziazione di cavaliere, scopre sé stesso e la sua condizione di eroe.
Il poema racconta della spedizione di Carlomagno contro Agolante, il re dei Saraceni, in Aspromonte, nella zona del reggino.
Nel poema, assume particolare importanza la figura di Orlando fanciullo, all'inizio un personaggio secondario, che viene tenuto prigioniero a Laon per evitare che si metta in pericolo a causa della sua giovane età. Tuttavia, riesce a fuggire e si unisce all'esercito in marcia, passando inosservato, finché in battaglia salva la vita di Carlomagno stesso. Durante uno scontro particolarmente pericoloso con Almonte (Heaumont), figlio di Agolante, Orlando fanciullo abbatte l'avversario con un colpo di bastone, poiché non è ancora abbastanza grande per impugnare una spada, e gli sottrae la sua, uccidendolo. Carlomagno dona al giovane eroe vittorioso la spada del caduto, chiamata Durendal, e il suo cavallo, Vaillantif. Il poema si conclude con la morte di Agolante e il trionfale ritorno in Francia.
La leggenda si diffuse rapidamente e ampiamente in tutto il Nord Europa, inizialmente in Norvegia, dove venne accolta nella Karlamagnus Saga, e successivamente in Svezia e Danimarca. In Italia, venne presto redatta in ottava rima, e una versione di questo tipo è conservata in un manoscritto della Biblioteca Nazionale di Firenze. Alla fine del XV secolo, venne prodotta un'altra redazione in ottava rima, che fu ampiamente ristampata.
Nel 2019, la scrittrice e storica Antonella Musitano, pubblica un'opera dal titolo La Chanson d'Aspremont. Una Chanson de Geste, sec. XII. Il mito, la storia, la fede per la salvezza dell'Europa (Laruffa editore), in cui grazie a un attento e laborioso lavoro di scavo e di ricerca delle fonti, ha riportato alla luce la ‘Chanson’  nella sua interezza (11.376 versi).

## Struttura
- Canto I - L'inizio delle vicende e gli eroi
- Canto II - Il valore di Re Capricorno
- Canto III - Smargiassate di Troiano
- Canto IV - Discorso di Sobrino
- Canto V - Richiesta di Orlando di un'armatura
- Canto VI - Missione di Sobrino
- Canto VII - I Romiti
- Canto VIII
- Canto IX - Duello con Almonte
- Canto X - Duello di Almonte e Ruggiero
- Canto XI - Il tradimento di Beltramo
- Canto XII - Caduta di Risa
- Canto XIII
- Canto XIV
- Canto XV
- Canto XVI
- Canto XVII
- Canto XVIII - Salita di Namo in Aspromonte

## Temi
I valori che caratterizzano questa canzone di gesta sono:
- la lealtà verso il sovrano;
- la fede in Cristo e nella sua Chiesa, in opposizione ai musulmani;
- il senso dell'onore;
- l'eroismo in battaglia.

## Trama
Nell'opera cavalleresca della Canzone d'Aspromonte si narra che Reggio (Risa), sede del tesoro fattovi seppellire da Annibale, con il suo castello è una fastosa ed importante città cristiana; si narra delle gesta di Ruggieri di Risa (Ruggiero di Reggio), figlio di Rampaldo, un eroe invincibile e santo il cui corpo rimane "intatto" anche dopo la morte.
Avviene dunque che Ruggiero vuole portare egli stesso la notizia del perdono del cognato Carlo Magno all'amico Milone, che si trova in Africa presso il re Agolante. Ma dopo che Ruggiero sbarca in Africa, non conoscendo la via da percorrere giunge nella città del Re Guarnieri il quale ha una figlia bellissima, Claudiana. I due giovani si innamorano, si incontrano in molti appuntamenti clandestini e progettano di fuggire insieme, ma durante il viaggio la nave che trasporta i due amanti viene attaccata dai pirati, prontamente massacrati dal valoroso Ruggiero. Nel frattempo la bella Claudiana viene sorpresa da una mareggiata e cade nelle acque, e malgrado Ruggiero la cerchi come un forsennato non riesce a trovarla, credendola morta e abbandonando ogni speranza. In preda all'afflizione si lascia trasportare con la nave in balìa di impetuosi venti, finendo sbalzato sulle coste della Sicilia. Riavutosi noleggia un'altra nave e si dirige a Risa.
Claudiana riesce a sopravvivere nuotando fino allo sfinimento. Viene soccorsa dal capitano di una nave che la porta nell'alta Armenia, dove ella dà alla luce un bellissimo bimbo di nome Cladinoro.
Alla corte di Carlo Magno giungono intanto emissari dall'oriente per trattare e minacciare lo scontro definitivo che avrà luogo in Aspromonte. Così le truppe cristiane si preparano e Rolandino (ovvero Orlando) vorrebbe unirsi ai paladini, ma non gli è permesso perché ancora troppo giovane. Nonostante ciò egli riesce a fuggire dal castello di Reggio, per combattere anch'egli nello scontro finale contro i mori.
Agolante con i suoi tre figli, Almonte, Trojano e la invitta Gallicella, muove quindi alla volta di Risa per far guerra, ma non volendo spargere sangue innocente fa sì che uno dei figli sfidi a singolar tenzone Ruggiero distintosi nel combattimento intorno alla città. Prima di combattere però chiede a Ruggiero se sia disposto ad abbandonare la religione cristiana e il suo regno per diventare in cambio sovrano in un regno in Africa; Ruggiero, alzando la visiera, rifiuta categoricamente.
Gallicella, presente al colloquio, dopo aver visto il soave volto di Ruggiero se ne innamora. La fanciulla gli confessa il proprio amore, ricambiato dal paladino che la conduce in Risa come sua sposa.
Dopo poco tempo però Beltramo, infido fratello di Ruggiero, a tradimento uccide il padre ed il fratello. Così Gallicella, consunta dal dispiacere per la morte del suo amato, si rifugia in un bosco dove, dopo aver dato alla luce i figli Ruggiero e Marfisia, muore.
Namo, un altro eroe cristiano, sale sulla montagna dell'Aspromonte ed uccide il Grifone, mitico animale alato, mentre Rolandino uccide l'eroe saraceno Almonte nei cruenti scontri.